# 威尼斯 (路易斯安那州)
威尼斯（英語：Venice）是位於美國路易斯安那州普拉克明茲堂區的一個普查規定居民點。

## 人口
根據2020年美國人口普查的數據，威尼斯的面積為4.22平方千米，當中陸地面積為2.60平方千米，而水域面積為1.62平方千米。當地共有人口162人，而人口密度為每平方千米38.39人。